# XNOR

Symbol bramki logicznej XNOR

Alternatywny symbol bramki logicznej XNOR

Bramka XNOR – bramka logiczna realizująca funkcję negacji alternatywy wykluczającej (tzw. bramka równoważności).
Bramka ta neguje wynik bramki XOR, czyli zwraca fałsz (0), jeśli dokładnie jedno z wejść: A lub B jest prawdą (1), a w przeciwnym wypadku zwraca prawdę (1). Innymi słowy bramka XNOR zwraca prawdę w przypadku pojawienia się dwóch takich samych sygnałów na wejściach.
| A | B | Q |
| - | - | - |
| 0 | 0 | 1 |
| 0 | 1 | 0 |
| 1 | 0 | 0 |
| 1 | 1 | 1 |

## Elektroniczneukłady cyfrowe
Bramki XNOR są produkowane w formie układów scalonych w technologiach TTL oraz CMOS. W układach CMOS serii 4000 jest to 4077, natomiast w układach TTL serii 7400 – 74266. Oba zawierają cztery niezależne, dwuwejściowe bramki XNOR. Symbol układu wraz z wyprowadzeniami jest taki sam dla obu opisywanych układów:
|  | 1 Wejście A1 2 Wejście B1 3 Wyjście Q1 4 Wyjście Q2 5 Wejście B2 6 Wejście A2 7 GND 8 Wejście A3 9 Wejście B3 10 Wyjście Q3 11 Wyjście Q4 12 Wejście B4 13 Wejście A4 14 Vcc |

## Sposoby zapisu
- {\displaystyle ({\overline {A}}\cdot {\overline {B}})+(A\cdot B)} = A ⊗ B